# Cuadrángulo generalizado

GQ(2,2), figura denominada "the doily" (el tapete)

En geometría, un cuadrángulo generalizado es una estructura de incidencia cuya característica principal es la falta de triángulos (aunque contiene muchos cuadrángulos). Un cuadrángulo generalizado es, por definición, un espacio polar de rango dos. Son los n-gonos generalizados con (n=4) y los 2n-gonos cercanos con (n=2). También son precisamente las geometrías parciales pg(s,t,α) con (α=1).

## Definición
Un cuadrángulo generalizado es una estructura de incidencia (P,B,I), con una un relación de incidencia I ⊆ P × B, que satisface ciertos axiomas. Los elementos de P son por definición los puntos del cuadrángulo generalizado, y los elementos de B las líneas. Los axiomas son los siguientes:
- Hay una s (s ≥ 1) tal que en cada línea hay exactamente s + 1 puntos. Hay como máximo un punto en dos líneas distintas.
- Hay una t (t ≥ 1) tal que por cada punto hay exactamente t + 1 líneas. Hay como máximo una línea que pasa por dos puntos distintos.
- Para cada punto p que no está en una línea L, hay una línea única M y un punto único q, tal que p está en  M y q en M y L.

(s,t) son los parámetros del cuadrángulo generalizado. Se permite que los parámetros sean infinitos. Si s o t son uno, el cuadrángulo generalizado se llama trivial. Por ejemplo, la cuadrícula de 3x3 con P = {1,2,3,4,5,6,7,8,9} y B = {123, 456, 789, 147, 258, 369} es un GQ trivial con s = 2 y t = 1. Un cuadrángulo generalizado con parámetros (s,t) a menudo se denota por GQ(s,t).
El cuadrángulo generalizado más pequeño y no trivial es la GQ(2,2), cuya representación fue apodada "the doily" (el tapete) por Stan Payne en 1973.

## Propiedades
- {\displaystyle |P|=(st+1)(s+1)}
- {\displaystyle |B|=(st+1)(t+1)}
- {\displaystyle (s+t)|st(s+1)(t+1)}
- {\displaystyle s\neq 1\Longrightarrow t\leq s^{2}}
- {\displaystyle t\neq 1\Longrightarrow s\leq t^{2}}

## Grafos

Grafo lineal del cuadrángulo generalizado GQ(2,4)

Hay dos grafos interesantes que se pueden obtener a partir de un cuadrángulo generalizado.
- El grafo de colinealidad que tiene como vértices los puntos de un cuadrángulo generalizado, con los puntos colineales conectados. Es un grafo fuertemente regular con parámetros ((s+1)(st+1), s(t+1), s-1, t+1), donde (s,t) es el orden de GQ.
- El grafo de incidencia cuyos vértices son los puntos y las rectas del cuadrángulo generalizado y dos vértices son adyacentes si uno es un punto, el otro una recta y el punto se encuentra sobre la recta. El grafo de incidencia de un cuadrángulo generalizado se caracteriza por ser un grafo bipartitoconectado, con diámetro cuatro y cintura ocho. Por lo tanto, es un ejemplo de jaula. Los gráficos de incidencia de configuraciones hoy en día generalmente se denominan grafos de Levi, pero el grafo de Levi original era el gráfico de incidencia del GQ (2,2).

## Dualidad
Si (P,B,I) es un cuadrángulo generalizado con parámetros (s,t), entonces (B,P, I−1), siendo I−1 la relación de incidencia inversa, también es un cuadrángulo generalizado. Este es el cuadrángulo dual generalizado. Sus parámetros son (t,s). Incluso si s = t, la estructura dual no tiene por qué ser isomorfa con la estructura original.

## Cuadrángulos generalizados con líneas de tamaño 3
Hay precisamente cinco cuadrángulos generalizados (que pueden ser degenerados) donde cada línea tiene tres puntos incidentes con ella: el cuadrángulo con un conjunto de líneas vacío; el cuadrángulo con todas las líneas que pasan por un punto fijo correspondiente al grafo del molino Wd(3,n); una cuadrícula de tamaño 3x3; el cuadrángulo GQ(2,2); y el único GQ(2,4). Estos cinco cuadrángulos corresponden a los cinco sistemas de raíces en las clases ADE An, Dn, E6, E7 y E8, es decir, los sistemas de raíces simplemente entrelazadas. Véanse el texto de Cameron y otros y el documento accesible en Bare.

## Cuadrángulos clásicos generalizados
Al observar los diferentes casos para un espacio polar de rango al menos tres y extrapolarlos al rango 2, se encuentran estos cuadrángulos generalizados (finitos):
- Una cuádrica hiperbólica {\displaystyle Q^{+}(3,q)}, una cuádrica parabólica {\displaystyle Q(4,q)} y una cuádrica elíptica {\displaystyle Q^{-}(5,q)} son las únicas cuádricas posibles en espacios proyectivos sobre campos finitos con índice proyectivo 1. Los parámetros disponibles respectivamente son:

{\displaystyle Q(3,q):\ s=q,t=1} (esto es solo una cuadrícula)
{\displaystyle Q(4,q):\ s=q,t=q}
{\displaystyle Q(5,q):\ s=q,t=q^{2}}
- Una variedad hermítica {\displaystyle H(n,q^{2})} tiene índice proyectivo 1 si y solo si n es 3 o 4. Se tiene que:

{\displaystyle H(3,q^{2}):\ s=q^{2},t=q}
{\displaystyle H(4,q^{2}):\ s=q^{2},t=q^{3}}
- Una polaridad simpléctica en {\displaystyle PG(2d+1,q)} tiene un subespacio isotrópico máximo de dimensión 1 si y solo si {\displaystyle d=1}. Aquí aparece un cuadrángulo generalizado {\displaystyle W(3,q)}, con {\displaystyle s=q,t=q}.

El cuadrángulo generalizado derivado de {\displaystyle Q(4,q)} es siempre isomorfo con el dual de {\displaystyle W(3,q)}, y ambos son autoduales y, por tanto, isomorfos entre sí si y solo si {\displaystyle q} es par.

## Ejemplos no clásicos
- Sea O un óvalo en {\displaystyle PG(2,q)} con q una potencia prima par, y embébase ese plano proyectivo (desarguesiano) {\displaystyle \pi } en {\displaystyle PG(3,q)}. Ahora, considérese la estructura de incidencia {\displaystyle T_{2}^{*}(O)} donde los puntos son todos los puntos que no están en {\displaystyle \pi }, las líneas son aquellas que no están en {\displaystyle \pi }, que intersecan a {\displaystyle \pi } en un punto de O, y la incidencia es la natural. Este es un cuadrángulo generalizado (q-1,q+1).
- Sea q una potencia prima (par o impar) y considérese una polaridad simpléctica {\displaystyle \theta } en {\displaystyle PG(3,q)}. Elíjase un punto arbitrario p y defínase {\displaystyle \pi =p^{\theta }}. Ahora, se debe hacer que las líneas de la estructura de incidencia sean todas líneas absolutas que no estén en {\displaystyle \pi }, junto con todas las líneas que pasan por p que no están en {\displaystyle \pi }, y sean todos los puntos de {\displaystyle PG(3,q)} excepto aquellos en {\displaystyle \pi }. La incidencia vuelve a ser la natural. Entonces, se obtiene nuevamente un cuadrángulo generalizado (q-1,q+1)

## Restricciones de parámetros
Al utilizar cuadrículas y cuadrículas duales, cualquier número entero z ≥ 1, permite obtener cuadrángulos generalizados con parámetros (1,z) y (z,1). Aparte de eso, hasta ahora solo se han encontrado posibles los siguientes parámetros, siendo q una potencia prima arbitraria:
{\displaystyle (q,q)}
{\displaystyle (q,q^{2})} y {\displaystyle (q^{2},q)}
{\displaystyle (q^{2},q^{3})} y {\displaystyle (q^{3},q^{2})}
{\displaystyle (q-1,q+1)} y {\displaystyle (q+1,q-1)}